# Tag 47
Tag 47 ist eine digitale Kurzoper von Gordon Safari. Das Libretto stammt von Konstantin Paul und Michael Hofer-Lenz. Das Werk wurde am 1. Mai 2020 durch die Kammeroper Salzburg auf der Videoplattform YouTube via Live-Stream uraufgeführt.

## Hintergrund
Zur Zeit der COVID-19-Pandemie, als Theater in Österreich nicht spielen durften, haben Safari, Paul und Hofer-Lenz die Idee einer „Digital Opera“ gefasst, die ausschließlich für digitale Aufführungen gedacht ist. Die Oper behandelt exemplarisch Schicksale von Privatpersonen in der Pandemie, die durch elektronische MIDI-Klänge und vereinzelte konventionelle Instrumente begleitet wird. Optisch setzt die Oper auf eine Webcam-Ästhetik, die das Digitale des Werkes hervorheben soll.

## Handlung
Die Oper zeigt drei Handlungsstränge. Zum einen eine psychotische junge Frau, Laura, die allein in ihrer Wohnung durch einen Konflikt mit ihrer Mutter einen erneuten psychotischen Schub erlebt. Des Weiteren Sarah, eine Soziologin, die durch den Lockdown mit ihrem gewalttätigen Ehemann Christof in der Wohnung gefangen ist und versucht, das Erlebte privat und gesellschaftlich in einem Videotagebuch festzuhalten. Der dritte Strang erzählt von dem Problem eines in einer Fernbeziehung lebenden Paares, Viktor und Gregor, deren verfahrene, distanzierte Beziehung durch die Entfernung und die Unmöglichkeit einander zu besuchen zusätzlich belastet wird. Gegen Ende der Oper begeht Laura Suizid und Sarah wird von ihrem Ehemann, der hinter dem Videotagebuch eine Affäre vermutet, geschlagen. Ob Viktor und Gregor als Paar eine Zukunft haben, lässt die Oper offen. 

## Rezeption
Die Uraufführung fand unter den Kritikern überwiegenden Zuspruch. Die Opernwelt befand die Oper als ein „bemerkenswert intensives Kunststück“.  Das Magazin Orpheus schreibt von einem „durchaus gelungenen Experiment“. Weitere Stimmen bezeichnen das Werk als das Gegenteil einer „nabel-schauenden Befindlichkeits-Kunst“ und als „Musterbeispiel für einen künstlerischen Ansatz, der einen konkreten Anlass abstrahierend und zugleich bewegend umzusetzen weiß“.